# Valfrid
Valfrid eller Walfrid (ovanligare form) är ett mansnamn, i mer sällsynta fall även kvinnonamn, med tyskt ursprung. Första delen av namnet kommer antingen från ordet waltan - "härska", "styra" eller walah - "främling", och andra delen kommer från fridu som betyder "fred", "skydd".
Valfrid har använts som dopnamn i Sverige sedan 1700-talet men är idag mycket ovanligt – endast ett par pojkar har fått det som tilltalsnamn det senaste decenniet.
Den 31 december 2014 fanns det totalt 1 748 personer i Sverige med förnamnet Valfrid/Walfrid, varav 71 med det som tilltalsnamn . År 2003 fick 14 pojkar namnet, men ingen fick det som tilltalsnamn.
Den 31 december 2014 fanns det 13 kvinnor i Sverige som bar den kvinnliga formen Valfrida .
Namnsdag i Sverige: 12 oktober (sedan 1830). I den finlandssvenska namnsdagslängden har Valfrid namnsdag 12 oktober sedan starten 1929, då en egen namnsdagskalender togs i bruk för finlandssvenskar.

## Personer med namnet Valfrid/Walfrid
- Walfrid Bergström, filmfotograf
- Walfrid Lehto, amerikafinländsk sångare
- Valfrid Lindeman, fiktiv figur i sketcher med Hasse Alfredson
- Valfrid Palmgren, lärarinna, pionjär inom folkbiblioteksväsendet
- Valfrid Paulsson, Naturvårdsverkets förste generaldirektör
- Valfrid Perttilä, finländsk politiker
- Valfrid Spångberg, journalist och författare
- Walfrid Weibull, entreprenör, fröförädlarpionjär